# La Toux
Pour l’article homonyme, voir Toux.
La Toux est une nouvelle de Guy de Maupassant, parue en 1883.

## Historique
La Toux est initialement publiée dans la revue Panurge du 23 janvier 1883. 
La nouvelle est dédiée à Armand Silvestre.

## Résumé
Selon « une périphrase à la façon de l'abbé Delille La toux dont il s'agit ne vient point de la gorge. ». Elle dormait aux côtés d'un nouvel ami. C'est là une chose délicate et difficile à l'excès. Avec un vieux compagnon on prend ses aises, on ne se gêne pas, on peut se retourner à sa guise, lancer des coups de pied, envahir les trois quarts du matelas, tirer toute la couverture et se rouler dedans, ronfler, grogner, tousser (je dis tousser faute de mieux) ou éternuer (que pensez-vous d'éternuer comme synonyme ?) » Mais, soudain une douleur, intérieure, lancinante, voyageuse, la parcourut. Cela commença dans le creux de l'estomac et se mit à rouler en descendant vers… vers… vers les gorges inférieures avec un bruit discret de tonnerre intestinal. »
Et, cherchant à se libérer avec délicatesse et discrétion « Soit qu'elle s'y prit mal, soit que la démangeaison fût plus forte, elle toussa. »
L'amant, qui n'était pas endormi, a entendu le bruit ; l'actrice se met en colère, malgré les tentatives de l'homme pour la calmer. À la fin, il emploie les grands moyens, et… « il se recoucha près d'elle, puis, lui tournant le dos à son tour, il toussa…, il toussa par quintes…., avec des silences et des reprises. Parfois, il demandait : « En as-tu assez », et, comme elle ne répondait pas, il recommençait. » Finalement amusée, elle se met à rire et lui dit «Je t'aime, mon chat.». Réconciliés, ils ne dormirent pas de la nuit.

## Éditions
- La Toux, Maupassant, contes et nouvelles, texte établi et annoté par Louis Forestier, Bibliothèque de la Pléiade, éditions Gallimard, 1974  (ISBN 978 2 07 010805 3).